# Félix María de Messina Iglesias
Félix María de Messina Iglesias (Madrid 20 de setembre de 1798 - 22 de setembre de 1872), Marquès de la Serna, va ser un militar espanyol que va exercir com a Governador i Capità General de Puerto Rico entre 1862 i 1865.
Fou diputat a les Corts espanyoles per Barcelona (1845-1846), Ministre de la Guerra interí (1847), senador vitalici (1849-1868) i senador per la provincia de Puerto Rico (1872). Es va casar dues vegades, la segona amb María de los Dolores Garcés de Marcilla y Heredia, Marquesa de la Serna, el 17 de novembre de 1858, a Madrid.
En 1864, com Capita General i Governador de Puerto Rico, va impulsar la creació de l'Institut de Voluntaris de Puerto Rico, força armada civil per a la defensa de l'illa. El 1865, va fer obligatori, per primer cop, l'ensenyament primari per a estudiants de tots dos sexes i va instaurar el currículum i requisits de graduació de normal per als mestres.